# Venus fra Dolní Věstonice
 For alternative betydninger, se Venus. (Se også artikler, som begynder med Venus)
Venus fra Dolní Věstonice (Věstonická Venuše på tjekkisk) er en såkaldt venusfigurine, en statuette af en nøgen kvinde dateret til 29.000 f.Kr.–25.000 f.Kr.. Den er med nogle få andre genstande fra nærtliggende lokaliteter den ældste kendte keramik i verden.
Den er 111 millimeter høj og 43 millimeter bred. Statuen er lavet af svagt brændt ler. Figurer af bjørn, løve, mammut, hest, ræv, flodhest og ugle er også fundet med mere end 2.000 kugler af brændt ler.

## Siden opdagelsen
I begyndelsen af 1924 blev en beboelse fra den ældste stenalder i Dolní Věstonice i Mähren dengang i Tjekkoslovakiet arkælogisk undersøgt under ledelse af Karel Absolon.
Statuetten blev fundet brækket i to dele 13. juli 1925 i et lag aske.
Videnskabsen har undersøgt statuetten flere gange og en tomografiskanning i 2004 fandt et fingeraftryk fra et tiårigt barn på den.